# Томас Піна Ісла
Томас Піна Ісла (ісп. Tomás Pina; нар. 14 жовтня 1987, Вільярта-де-Сан-Хуан, Іспанія) — іспанський футболіст, півзахисник футбольної команди «Брюгге» з однойменного міста.